# La Rosa Tatuata (gruppo musicale)
La Rosa Tatuata è un gruppo rock genovese, formatosi nel 1992 con il nome "Little Bridge Street Band" ma attivo solo dal 1993 con l'attuale nome "La Rosa Tatuata" (omaggio all'omonimo film del 1955 con Anna Magnani).

## Storia del gruppo
Il gruppo si forma nel 1992 con il nome "Little Bridge Street Band" reclutando musicisti ormai da anni presenti sulla scena genovese, ma inizia a calcare i palcoscenici cittadini solo nel 1993 con Il nuovo nome "La Rosa Tatuata". Grazie ad un paio d'anni di attività live nei locali, nelle piazze e nei teatri, la band riesce ad autoprodurre il primo mini-CD (4 brani) dal titolo Prigionieri del rock & roll. Proprio in quelle esibizioni dal vivo sono nate le più significative collaborazioni con artisti quali Paolo Bonfanti e Massimo Bubola, concretizzatesi nella produzione del successivo lavoro discografico Al centro del temporale, la cui produzione artistica è curata da Paolo Bonfanti e all'interno del quale sono presenti ospiti quali Yo Yo Mundi e Bubola stesso.
Durante i sette anni di attività musicale, significative sono state le aperture ai concerti di Willy De Ville, Dan Stuart (Green on Red) e Modena City Ramblers, nonché l'aver partecipato a manifestazioni di respiro nazionale come Adidas Streetball, Äia da respiâ (tributo a Fabrizio De André); si ricorda anche l'apertura del concerto a Graham Parker, il concerto con Paolo Bonfanti alla Festa dell'Unità di Genova e la collaborazione con i Gang per l'ultimo disco Bandiera genovese presentato il 23 giugno 2001 nella suggestiva cornice del castello Spinola di Campo Ligure per l'occasione illuminata dalle fiaccole accese lungo i merli della fortezza medioevale.
La Rosa Tatuata targata 2004 ha visto l'arrivo di due nuovi elementi: Massimo Olivieri alla chitarra e Paolo Terzitta (fondatore della Little Bridge Street Band e autore di alcune fra le più belle canzoni della Rosa Tatuata) alla chitarra acustica.
Nel 2005 si è unito alla truppa il giovane talentuoso Nicola Bruno, bassista e contrabbassista della nuova Rosa Tatuata.
Nel 2006 esce Caino, il disco più sofferto e curato dell'intera discografia della band. La produzione è curata anche questa volta da Paolo Bonfanti, le registrazioni avvengono tra la Liguria, il Piemonte e lo studio di Jono Manson a Santa Fe in Nuovo Messico. Il disco è autoprodotto, scelta che viene ripagata nello stesso anno con il Premio MEI 2006 come "miglior autoproduzione nazionale" , il "Premio Ciampi Città di Livorno" e un riconoscimento speciale S.I.A.E..
La Rosa Tatuata è segnalata anche nel Grande dizionario della canzone italiana 2006 di Dario Salvatori (ed. Rizzoli).

## Formazione del gruppo

### Formazione attuale
- Filippo Sarti - sassofono, percussioni, cori
- Massimo Olivieri - chitarra elettrica, slide
- Giorgio Ravera - voce, chitarre
- Massimiliano Di Fraia - batteria
- Nicola Bruno - basso

### Ex-componenti
- Max Parodi: voce, chitarra armonica
- Paolo Terzitta - chitarra acustica, cori
- Matteo Dorcier: basso, cori
- Silvio Stagni: hammond, piano
- Guido Scatena: Pianoforte, Hammond
- Andrea Siri: Bassista, Basso
- Silvano Meneghelli: Bassista, Basso
- Luca Beneventi: Bassista, Basso
- Paolo Donnini:  Chitarrista, Chitarra acustica
- Carvelli Franco: sax

## Discografia

### Album
- Al centro del temporale (1998)
- Bandiera genovese (2001)
- Caino (2006)
- Scarpe (2014)

### Mini CD e demo
- Prigionieri del rock & roll (mini CD, 1995)
- La Rosa Tatuata (demo tape, 1995)

### Partecipazioni
- Äia da respiâ - Genova canta De André (1999) (con la canzone di De André Maria nella bottega di un falegname, insieme a Paolo Bonfanti)
- Mille papaveri rossi (2003) (con la canzone di De André Rimini)

## Collaborazioni
I dischi de La Rosa Tatuata hanno visto la partecipazione di numerosi artisti ospiti, di rilevanza genovese o nazionale. Quello che segue è un elenco dei più importanti.
- Paolo Bonfanti
- Massimo Bubola
- Yo Yo Mundi
- Massimo Morini dei Buio Pesto
- Vittorio Dellacasa dei Blindosbarra
- The Gang (Marino e Sandro Severini)